# Alexandru Odobescu
Alexandru Ioan Odobescu (pronunciat en romanès: [alekˈsandru odoˈbesku]; 23 de juny de 1834 - 10 de novembre de 1895) va ser un autor, arqueòleg i polític romanès.

## Biografia

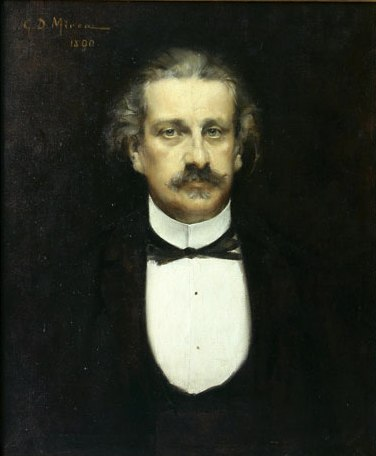
Alexandru Odobescu, retrat de George Demetrescu Mirea

Va néixer a Bucarest, segon fill del general Ioan Odobescu i de la seva dona Ecaterina. Després d'assistir al Col·legi Saint Sava i, a partir de 1850, a un lycée de París, va cursar el batxillerat el 1853 i va estudiar literatura i arqueologia a la Universitat de París, graduant-se dos anys més tard. El 1858, es va casar amb la filla de Pavel Kiselyov, Alexandra (Saşa) Prejbeanu; van tenir una filla, Ioana. Sovint estava separat de la seva dona i tenia relacions amb altres dones.
Odobescu va exercir com a ministre de religió i educació el 1863, com a secretari principal del Ministeri d'Afers Exteriors el 1865 i com a fiscal al Tribunal d'Apel·lació. El 1870, va viatjar per Suïssa i Itàlia, en relació amb el seu descobriment i descripció del tresor de Pietroasele, una col·lecció d'objectes fets amb metalls preciosos, d'origen gòtic, trobats al territori romanès; també va viatjar a diversos altres països, com Dinamarca, Rússia i Turquia. Es va oposar a la tendència a llatinitzar artificialment la llengua romanesa literària. Va ser elegit membre de l'Acadèmia Romanesa el 1870 i va ser professor d'arqueologia a la Universitat de Bucarest des de 1874, any en què va ser nomenat president del Teatre Nacional de Bucarest.
Va servir com a secretari de la legació romanesa a París el 1882, va ser director d'un institut de formació de mestres a Bucarest i director de l'Institut Nacional d'Educació el 1892. Pobre, malalt de gota, separat de la seva dona i la seva filla, cap al 1891, es va enamorar apassionadament d'Hortensia Racoviţă, professora de geografia trenta anys més jove que ella. Ella va rebutjar una proposta de matrimoni feta per l'esposa d'Odobescu, i ell es va suïcidar per sobredosi de morfina a Bucarest el 1895.

## Obres seleccionades
- Mihnea-Vodă cel rău, 1857
- Doamna Chiajna, 1860
- Câteva ore la Snagov, 1862
- Pseudo-cynegeticos, sau fals tratat de vânătoare, 1875
- Le Trésor de Petrossa, 1889
- Pagini regăsite
- Note de viatge

Altres escrits inclouen contes, diverses dotzenes d'articles acadèmics, una antologia de contes populars (entre ells "Jupân Rănică Vulpoiul" i "Tigrul păcălit") de 1875 i una de poesia popular i una Història de l'arqueologia (1877). També va traduir obres tant literàries com erudites.